# Pieter Feyo Onno Rembt Sickinghe
Jhr. Pieter (Piet) IV Feyo Onno Rembt Sickinghe (Arnhem, 13 augustus 1900 − Amsterdam, 28 december 1974) was een Nederlands hofdienaar en directeur van het Koninklijk Huisarchief. Hij was intendant-honorair van de Koninklijke Paleizen Amsterdam, Noordeinde en Huis ten Bosch.

## Biografie
Sickinghe  telg uit het Gronings oud adellijke regententengeslacht Sickinghe, werd in 1900 geboren als zoon van luitenant-generaal jhr. Agathon Gerard Sickinghe (1868-1954) en diens eerste echtgenote Elisabeth Jacoba Lucia Margaretha Geisweit van der Netten (1870-1947). Zijn vader was van 1901 tot 1905 ordonnansofficier, van 1912 tot 1919 adjudant en vanaf 1921 tot zijn overlijden adjudant i.b.d. van koningin Wilhelmina; van 1921 tot 1936 was hij kamerheer, van 1936 tot 1939 eerste kamerheer-ceremoniemeester van haar, van 1939 tot 1948 eerste kamerheer-honorair van Wilhelmina, na 1948 van Juliana. Pieter Sickinghe was de broer van Ottelina Cornelia Sickinghe (1895-1975). Zij was getrouwd met mr. Pieter Cort van der Linden (1893-1969); burgemeester van Groningen. 
De jonkheer Duco Wilhelm Sickinghe (1888-1983); luitenant-kolonel der artillerie en ordonnansofficier van koningin Wilhelmina der Nederlanden, was zijn neef.  
Sickinghe trouwde in 1929 met Helena Florentina de Jong Schouwenburg. Samen kregen zij een zoon; jhr. mr. Wigbold Otto Geert Sickinghe (1934-1972), later actief als referendaris bij de Raad van State. Na het overlijden van zijn eerste vrouw trouwde Sickinghe in 1935 voor de tweede maal, met Elisabeth Catharina Maria Waller. Samen kregen zij 4 kinderen; jkvr. Maria Elisabeth, jhr. Agathon Gerard, jkvr. Veronica Hermance Wigboldina en jhr. Eilko Rembt.  
Sickinghe trouwde in 1972 ten slotte voor de derde keer, ditmaal met Geertruida Johanna Arnolda ten Holte (1910-1999). Zij was Ridder in de Orde van Oranje-Nassau,  secretaris van de Stichting Kunstenaarsverzet 1942-1945 en secretaris van de Centrale Commissie voor Oorlogs- en Vredesgedenktekens. Uit dit huwelijk kwamen geen kinderen voort.  
Jhr. ir. P.F.O.R. Sickinghe was grootofficier in de Huisorde van Oranje en drager van verscheidene hoge buitenlandse onderscheidingen. Hij was tevens rechtsridder van de Johanniter Orde. Pieter Sickinghe overleed in 1974 op 74-jarige leeftijd te Amsterdam.

## Opleiding en vroege loopbaan
Sickinghe volgde vanaf 1921 de opleiding tot electro-technisch ingenieur aan de Eidgenössische Technische Hochschule Zürich. Van oktober 1922 tot oktober 1923 werd zijn studie onderbroken door de vervulling van zijn militaire dienstplicht. Hij volgde een cursus bij de school voor Verlofs-Officieren der bereden Artillerie Ede. Hij diende als wachtmeester en kornet bij het 2e Regiment Veld-Artillerie te 's-gravenhage in de Frederikskazerne. Zijn officiers-eed werd afgenomen door de Overste Van Essen. In 1962 volgde uiteindelijk een eervol ontslag als reserve-kapitein bij de veld-artillerie.  
In 1927 ontving hij zijn einddiploma ter afronding van zijn studie in Zurich. Vervolgens ging Sickinghe aan het werk bij de Machinefabriek Stork en daarna bij het Provinciaal Elektriciteitsbedrijf van Noord-Holland.  
Na moeilijkheden in zijn werkkring te hebben ervaren vanwege zijn buitenlandse diploma studeerde Sickinghe aan de Technische Universiteit Delft alwaar hij binnen zes maanden in 1931 zijn diploma elektrotechnisch ingenieur behaalde. Vervolgens werkte hij als ingenieur bij onder andere de British Engine, Boiler & Electrical Insurance Company te Manchester (1932-1936) en bij het Centraal Inundatie en Technisch Bureau der Genie (1938-1939).  

## Als hofdienaar
Per 15 februari 1939 werd Sickinghe benoemd tot intendant van de Koninklijke Paleizen te Amsterdam en 's-Gravenhage (met uitzondering van Paleis Lange Voorhout). Hij bleef intendant voor 's-Gravenhage tot 1960, van Amsterdam tot 1963. Hij was betrokken bij de inhuldiging van koningin Juliana te Amsterdam. In zijn functie was hij daarnaast betrokken bij de restauratie van Huis ten Bosch begin jaren 1950 en van het Paleis op de Dam vanaf eind jaren 1950.

#### Tijdens de Tweede Wereldoorlog

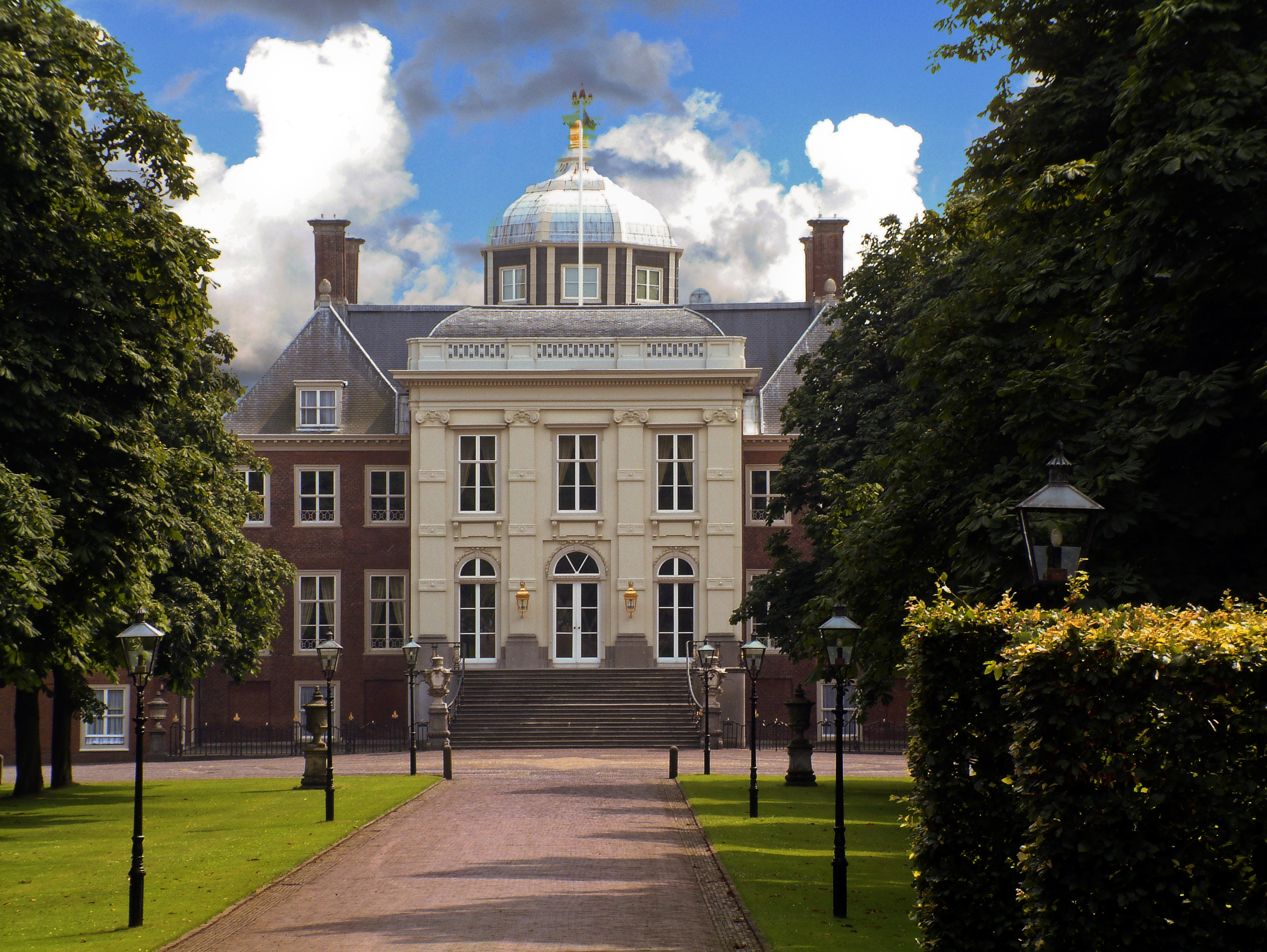
Paleis Huis ten Bosch

Sickinghe was gedurende de Tweede Wereldoorlog intendant en in die hoedanigheid verantwoordelijk voor enkele paleizen en haar medewerkers. 
Bij het vertrek van Wilhelmina uit Nederland in 1940 werd besloten tot de oprichting van een Hofcommissie. Deze commissie zou als tijdelijk orgaan leiding geven aan de hofhouding in afwezigheid van Hare Majesteit. Sickinghe was, als intendant van de paleizen Amsterdam en 's-Gravenahage, Departementshoofd aan het Hof. Op 17 mei 1940 volgde een vergadering waarbij de Hofcommissie door alle Departementshoofden werd erkend. De commissie zou uiteindelijk van 17 mei 1940 tot 4 juni 1945 bestaan.

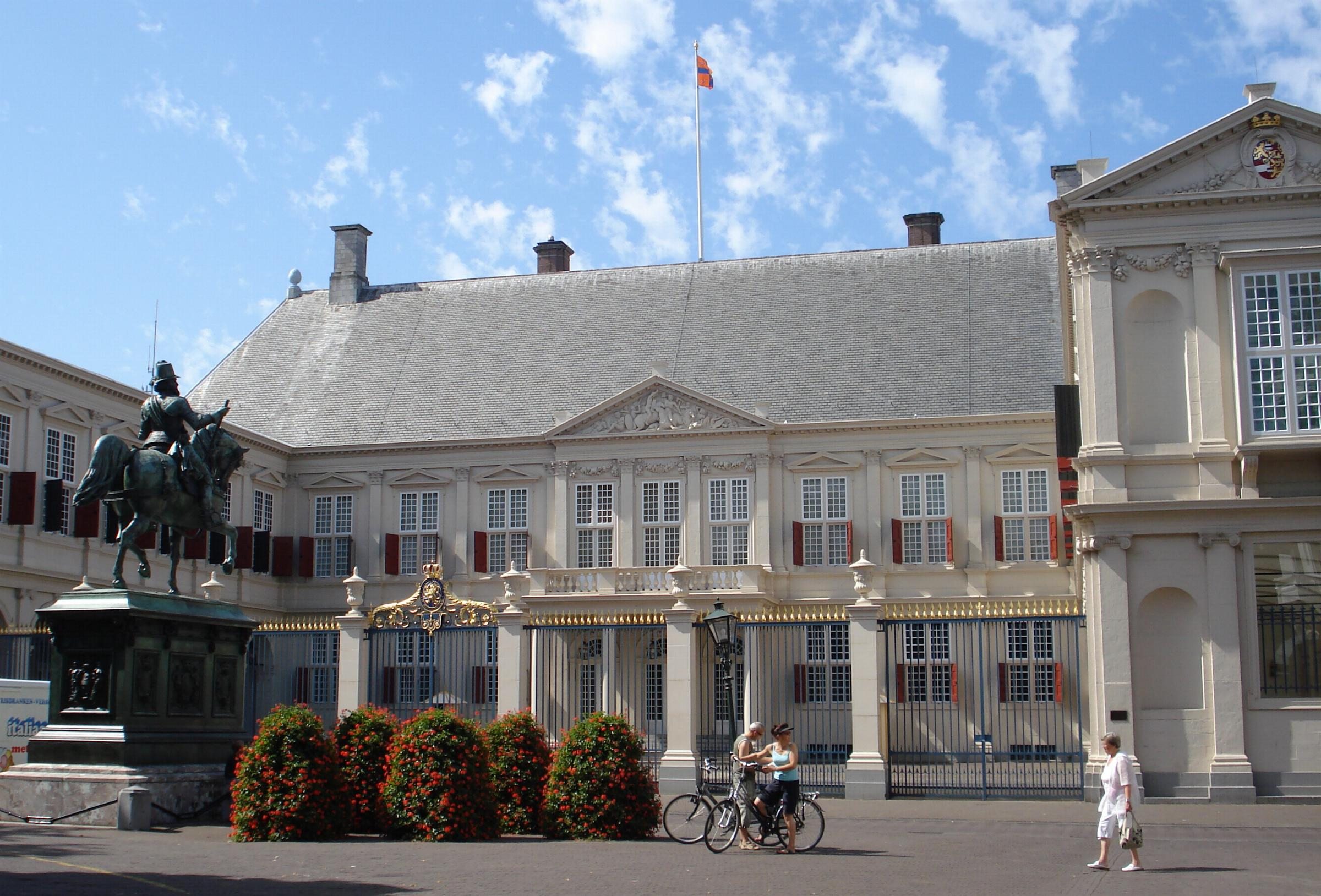
Paleis Noordeinde

Op 9 juli 1942 werd Sickinghe door de tijdelijke Hofcommissie verzocht om het beheer over het Departement Hofmaarschalk waar te nemen wegens afwezigheid van Cornelis Schelto Sixma baron van Heemstra (1879-1942). 

Op 14 augustus 1942 werd Sickinghe op het bureau van de Intendance door de Schutzstaffel opgepakt en naar het het gebouw van het Ministerie van Koloniën gebracht. Zijn vrouw had hem over de telefoon al gewaarschuwd voor de komst van de SS maar hij had gedacht dat het om iets van het personeel ging en was de mening toegedaan dat een kapitein zijn schip niet verlaat. Het bleek echter om hemzelf te gaan. Samen met 50 anderen werd Sickinghe op transport gezet naar Kamp Sint-Michielsgestel. Hier bleek achteraf dat men alle 50 gijzelaars had willen fusilleren als represaille voor aanslagen op Duitse militairen. Dit ging echter op het allerlaatste moment niet door en men werd naar Kamp Haaren gebracht. De eerste lotgenoot die hij daar tegenkwam was prof. dr. Jan de Quay (1901-1985); later minister-president van Nederland. De Quay was een kamergenoot van Pieter uit zijn diensttijd en hij bood Sickinghe wat te eten aan om op verhaal te komen. Sickinghe en de anderen werden in reserve gehouden voor mogelijke represailles. Eind september werd Sickinghe uiteindelijk vrijgelaten. 

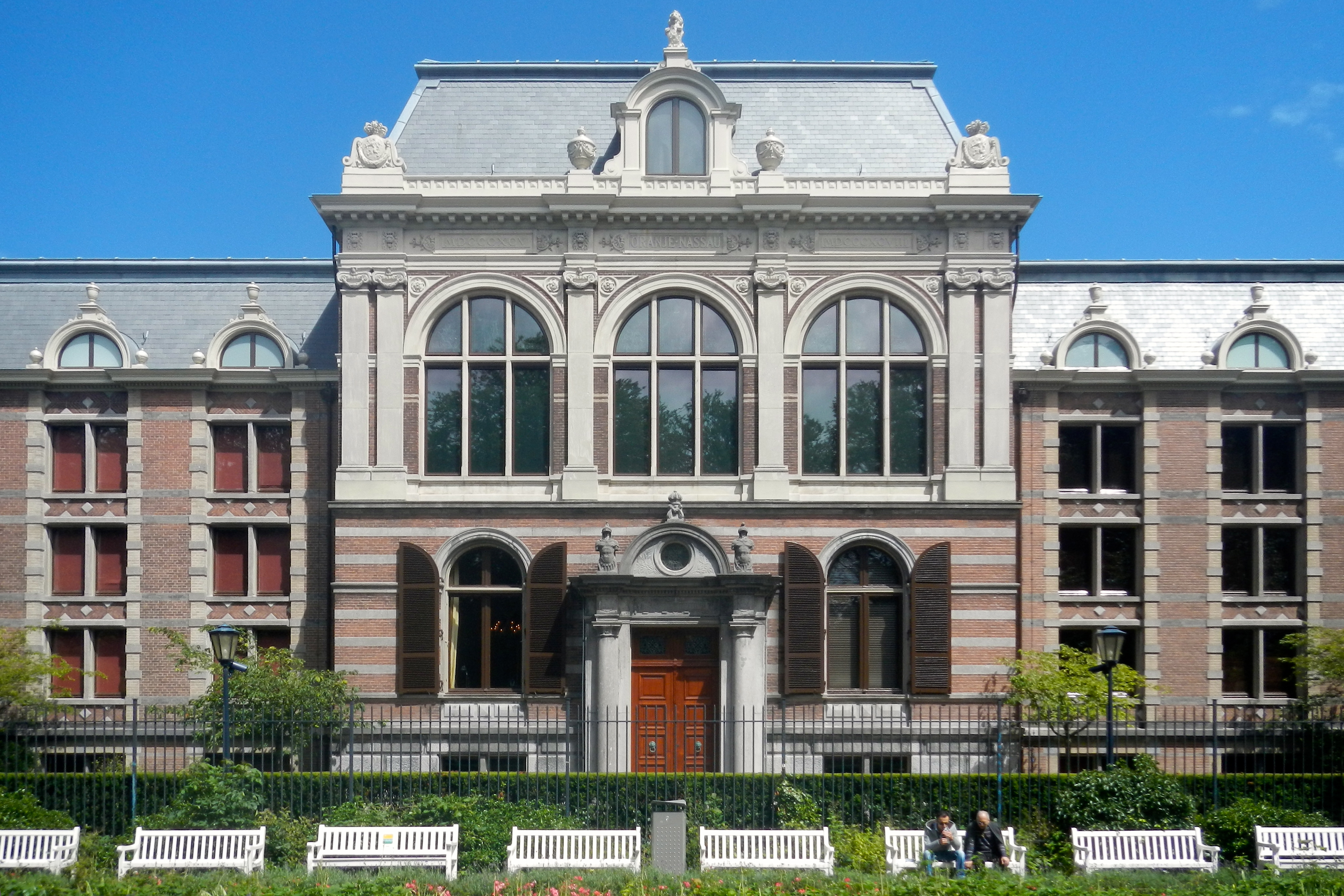
Het Koninklijk Huisarchief

Op 10 augustus 1943 werd hij, na overlijden van de opperstalmeester Bentinck, door de Hofcommissie verzocht om het beheer van het Koninklijke Staldepartement waar te nemen. De paleizen Amsterdam en Noordeinde werden tijdens de oorlog veelvuldig gebruikt als onderduikadres. Zo hielden tientallen jonge mannen zich schuil in het Haagse paleis. Toen de Duitsers argwaan kregen vond op 14 oktober 1944 een razzia plaats bij Paleis Noordeinde. Het paleis werd aan de voorkant onder schot gehouden met een mitrailleur om ontsnappingen te voorkomen. Sickinghe, intendant, bevond zich op dat moment in het paleis. Alle aanwezigen verstopte zich. Zo ook Sickinghe. Hij had zich volgens zijn dagboek verborgen tussen 200 stoelen met hoezen op de 'stoelenzolder' van het Paleis.   
Op 6 mei 1945 werd door Sickinghe om 13.50 uur de vlag met de nationale driekleur op het dak van Paleis Noordeinde gehesen onder het zingen van het Wilhelmus door de aanwezigen.  
Op 29 mei 1945 werd Sickinghe door koningin Wilhelmina bevestigd in het ambt van Intendant van de Paleizen te Amsterdam en 's-Gravenhage en in het ambt van Hofmaarschalk en Stalmeester.  Daarbij vroeg zij hem ook nog het het Directeurschap van het Koninklijk Huisarchief op zich te nemen. Hij kreeg direct na dit gesprek de opdracht om een gravure gemaakt door Jan Toorop (1858-1928), voorstellende koningin Emma, onmiddellijk uit de Kunstbunker van Paasloo op te halen en deze op het Paleis Soestdijk af te geven. Hij deed zoals gevraagd.   

In 1946 en 1947 was Sickinghe Hofmaarschalk, maar werd uit die functie ontheven wegens benoeming tot directeur van het Koninklijk Huisarchief.   

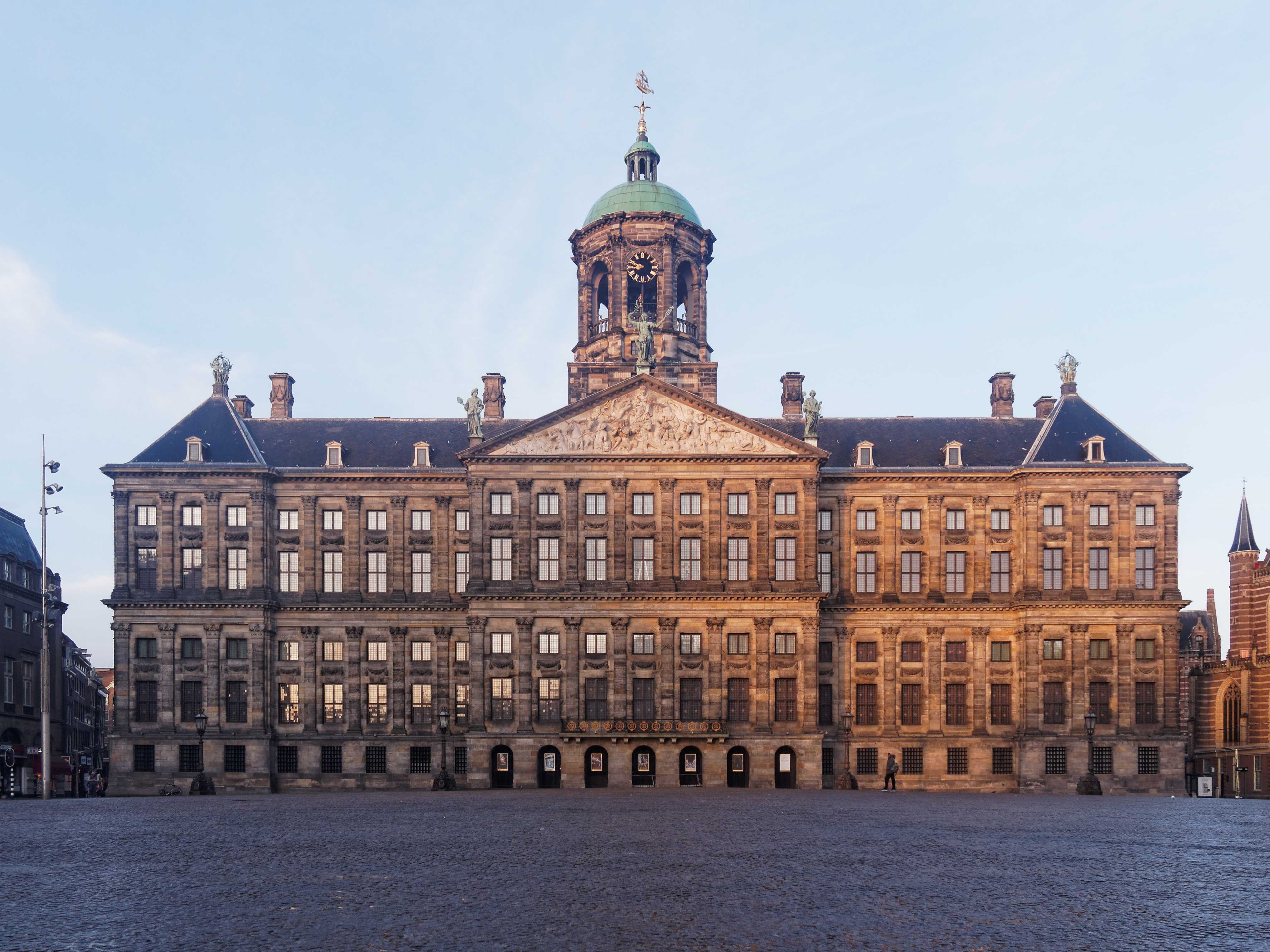
Paleis op de Dam

#### Als vertegenwoordiger van de Koningin en andere leden van het Koninklijk Huis
Op 1 maart 1950 ontving Sickinghe de Amsterdamse beiaardier Jacob Vincent namens koningin Juliana op het Koninklijk Paleis te Amsterdam. Ter gelegenheid van zijn 50-jarig jubileum als beiaardier deelde Sickinghe hem mede dat hij werd bevorderd tot ridder eerste klasse in de Huisorde van Oranje.
Op 4 september 1950 vierde de stad Dillenburg in Hessen haar 600-jarig bestaan. In de stad staan de resten van het stamslot, Slot Dillenburg, van de graven van Nassau-Dillenburg. Sickinghe was aanwezig bij de viering als vertegenwoordiger van het Nederlandse Koningshuis.
Sickinghe was op 1 oktober 1957 namens prins Bernard aanwezig bij de rouwdienst in de Waalse Kerk voor Koning Haakon VII van Noorwegen (1872-1952)

#### Rol bij het recuperatieproces van de Oranjebezittingen
Sickinghe ging na de bevrijding direct aan de slag met het terugvinden van verdwenen Oranje eigendommen. Zo sprak hij op 11 mei de secretaris-generaal van Financiën over de opsporing van verdwenen goederen. Een dag later ging hij op bezoek bij de procureur-generaal Willem Jozef Berger (1883-1953), die niet lang daarna een opsporingsrechercheur speciaal voor de Oranjebezittingen aanstelde. Samen met de twee Rijksrechercheurs Nadort en Wooning probeerde Sickinghe zoveel mogelijk terug te vinden. Door de vele adressen die bij hem bekend waren (en zijn scherpe oog voor herkenning van de objecten) verliep dit voorspoedig.      

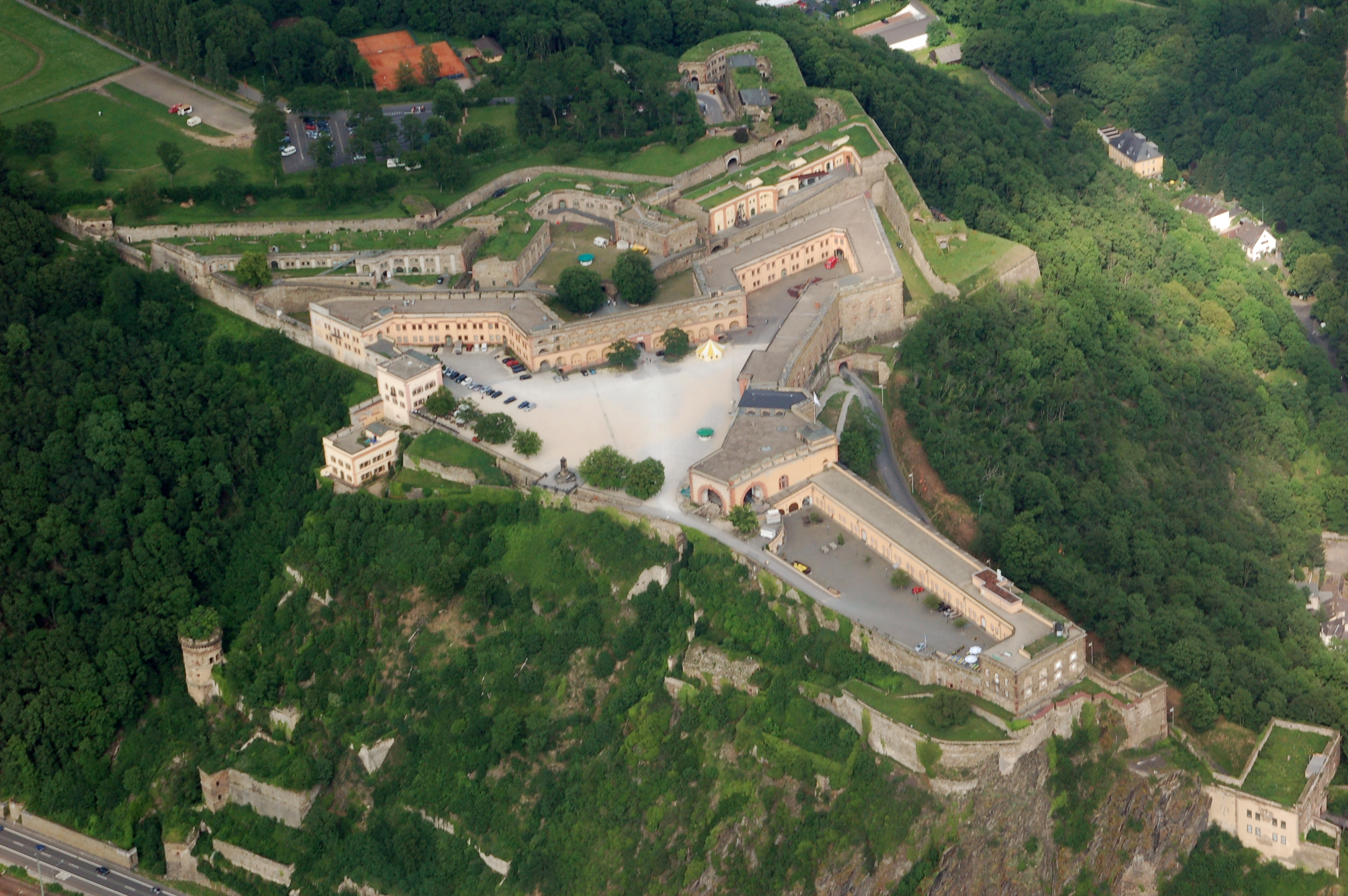
Fort Ehrenbreitstein, Koblenz

De 'geruilde' archiefstukken bleken ingewikkelder. Onder druk van de Duitsers had een ruil plaatsgevonden tussen het Koninklijk Huisarchief en enkele Duitse instanties. Hierbij kon niet voorkomen worden dat enkele kisten archief richting het oosten waren vertrokken. Waar deze archieven gebleven waren was onbekend. Tot de Amerikaanse luitenant-kolonel Ides Waterschoot van der Gracht zich meldde met het bericht dat er in het fort Ehrenbreitstein bij Koblenz archiefstukken waren gevonden van het Koninklijk Huis. Het fort was veroverd door de geallieerden en ook de kapitein Everett P. Lesley, een van de 'Monument Men', bevestigde deze vondst. Koningin Wilhelmina gaf Sickinghe de opdracht de stukken op te gaan halen. In juni 1945 kreeg hij van Lesley het bericht dat hij kon worden verwelkomd. Sickinghe vertrok samen met zijn archiefmedewerker A.J. Ubels in twee vrachtwagens ter beschikking gesteld door het Militair Gezag en onder begeleiding van twee chauffeurs. Eenmaal aangekomen en rondgeleid door de kapitein Lesley troffen Sickinghe en zijn medewerker inderdaad de Nassause archiefstukken van vóór 1568 aan. Op 19 juni laadden zij 1800 kilo aan documenten op de tweede vrachtwagen. 97 procent van de 'geruilde' archieven waren hiermee teruggevonden. Naar de overige stukken werd hard gezocht en uiteindelijk werd nagenoeg alles teruggevonden in het fort bij Koblenz. Lesley liet trots aan Sickinghe weten dat de actie 'the first restitution of cultural objects to an Allied government after te Armistice' was geweest. Sickinghe droeg de kapitein voor en deze werd door koningin Wilhelmina onderscheidden met de eremedaille van Kunst en Wetenschap in zilver van de Huisorde van Oranje-Nassau.       
In juni 1951 reisde Sickinghe ten slotte af naar het kasteel Schoppenwihr in de Elzas nabij Colmar. Hier trof hij enkele meubelstukken van het Koninklijk Huis. Tot zijn spijt moest hij concluderen dat de meubels in dermate slechte staat verkeerden dat het terugbrengen ervan geen zin zou hebben.       

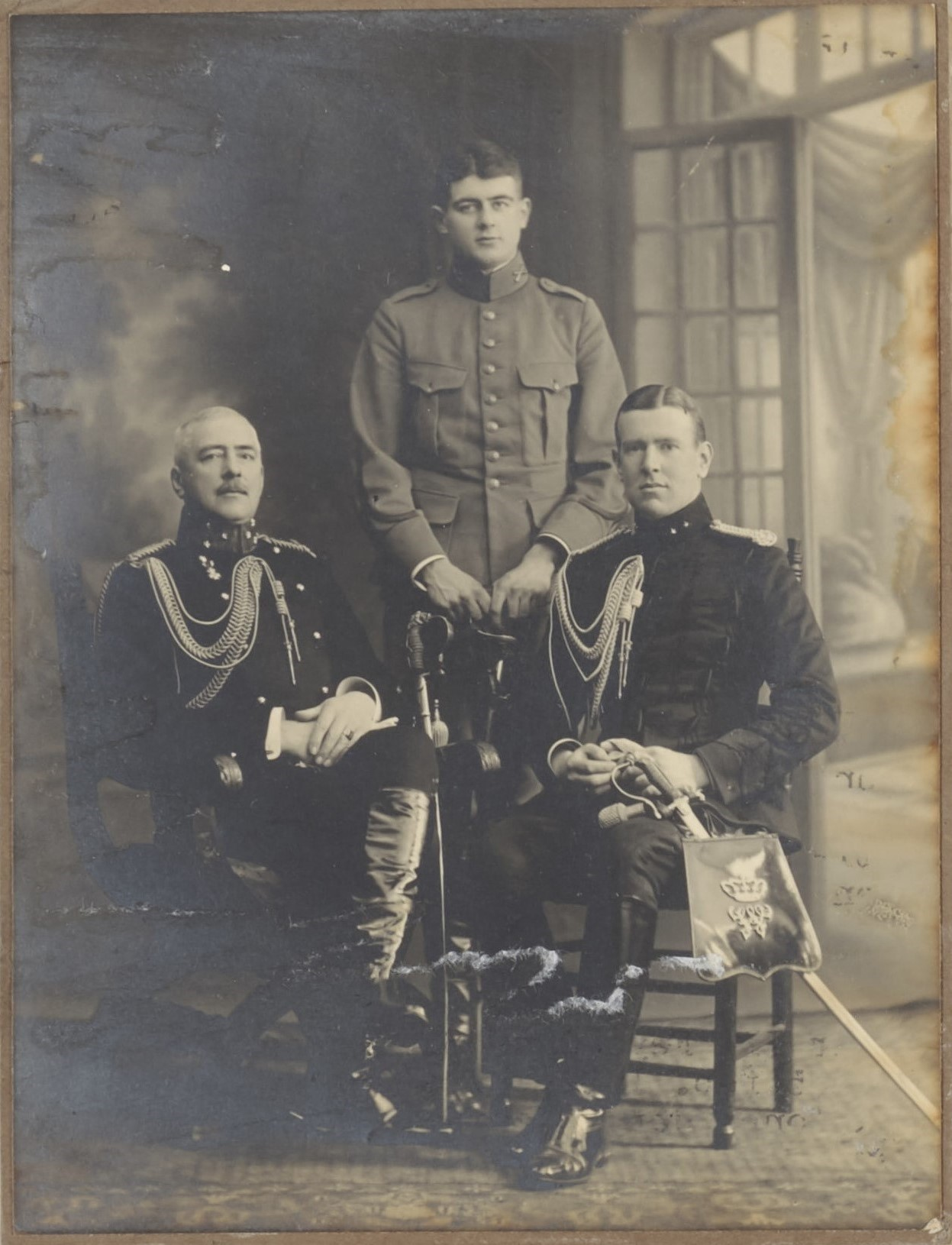
Jhr. Pieter Feyo Onno Rembt Sickinghe te midden van zijn vader jhr. Agathon Gerard Sickinghe (links) en zijn neef jhr. Duco Wilhelm Sickinghe (rechts)

#### Na de oorlog
In 1958 werd Sickinghe als vertegenwoordiger van het Koninklijk Huis, bij koninklijk besluit, benoemd als lid van de commissie van advies inzake de restauratie van het Paleis op de Dam.
Sickinghe was als intendant van Huis ten Bosch verantwoordelijk voor het gereedmaken van het paleis ter gelegenheid van het staatsbezoek van Elizabeth II van het Verenigd Koninkrijk op 26 maart 1958 aan Nederland. Voorafgaand liet Sickinghe aan meerdere journalisten weten dat hij niet bang was dat er iets mis zou gaan, alles was volgens hem tot in de puntjes voorbereid en Huis ten Bosch was gereed. Bij haar bezoek aan het paleis speelde het orkest van de Nederlandse Luchtmacht het Engelse volkslied. Ter gelegenheid van haar bezoek aan Nederland onderscheidde koningin Elisabeth Sickinghe met een grootkruis in de Koninklijke Orde van Victoria.
Op 1 april 1960 werd Sickinghe op zijn verzoek eervol ontslagen als intendant van de Koninklijke Paleizen te 's-Gravenhage. Hij werd bedankt voor zijn vele en belangrijke diensten in deze functie. Zijn opvolger was mr. R.J.E.M. van Zinnicg Bergman. Per 1 november 1963 werd hij Sickinghe, op zijn verzoek vanwege gezondheidsredenen, uit zijn actieve hoffuncties ontslagen. Hij trad af als intendant van het Paleis op de Dam en als directeur van het Koninklijk Huisarchief en werd benoemd tot intendant-honorair. Sickinghe werd benoemd tot Grootofficier in de Huisorde van Oranje.

## Overige functies en activiteiten

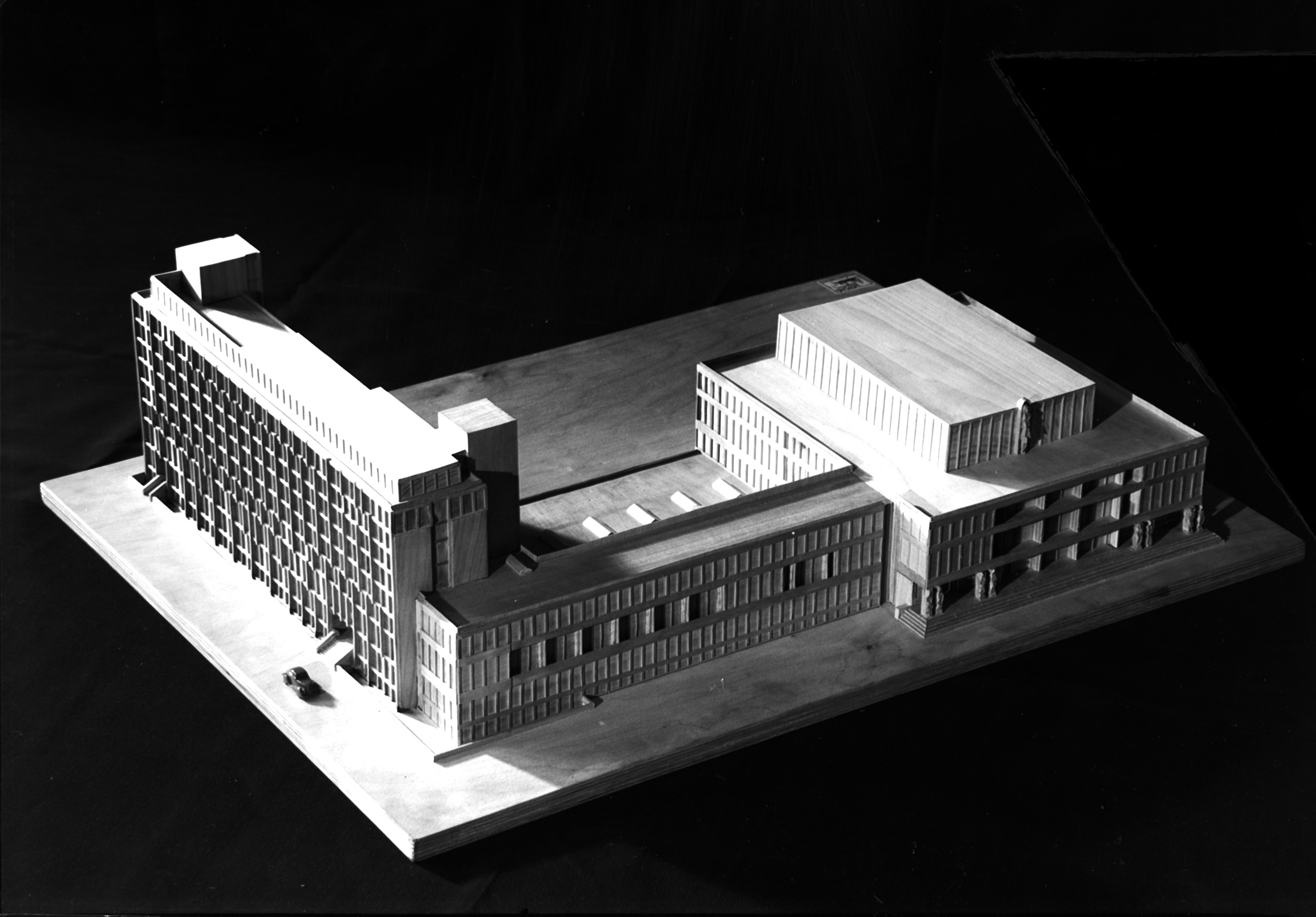
Bovenaanzicht maquette van de nieuwbouw van het provinciehuis Zuid-Holland (1954)

Sickinghe was in zijn leven voorzitter van verschillende verenigingen en instanties. Hij was vice-voorzitter van de geschiedkundige vereniging Die Haghe, waar hij in 1959 aftrad en van 1952 tot 1959 Haags regent van liefdadigheidshofje 't Hooftshofje. Daarnaast maakte hij als ingenieur deel uit van een commissie die ging over het ontwerp van het provinciehuis Zuid-Holland. De vader van Pieter, Agathon Gerard Sickinghe, was tussen 1921 en 1937 lid van de Commissie van Toezicht van het Koninklijk Conservatorium voor Muziek. Pieter Feyo Onno Rembt werd zelf lid in 1946. Van 1951 tot 1954 was hij secretaris van de commissie. In 1958 was Sickinghe als ouderling medeverantwoordelijk voor de tentoonstelling in de consistoriekamer van de Waalse kerk te Den Haag ter gelegenheid van haar 150-jarig bestaan.
In 1960 was Sickinghe passagier op de s.s. Rijndam voor een reis richting Montreal, Canada.

## Onderscheidingen
Sickinghe ontving voor zijn verdiensten meerdere binnen- en buitenlandse onderscheidingen. Zo werd hij bij het bezoek van de koning Haakon VII van Noorwegen (1872-1952) aan Nederland in 1954 benoemd tot commandeur in de Orde van Sint Olaf. Bij het bezoek aan Nederland van Gustaaf VI Adolf van Zweden (1882-1973) in 1955 werd Sickinghe benoemd tot commandeur in de Orde van de Poolster. Sickinghe was bestuurslid van de Geschiedkundige Vereniging Oranje-Nassau. Ter gelegenheid van de tentoonstelling 'Nassau 1255-1955' te Den Haag in 1955 werd Sickinghe door de groothertogin Charlotte van Luxemburg benoemd tot commandeur in de Orde van Prins Adolf. Hieronder enkele onderscheidingen op een rij:

### Nederlandse onderscheidingen
- Grootofficier in de Huisorde van Oranje

### Buitenlandse onderscheidingen
- Commandeur in de Orde van Sint-Olaf (1954), Noorwegen
- Commandeur in de Orde van de Poolster (1955), Zweden
- Commandeur in de Orde van Prins Adolf (1955), Luxemburg
- Grootofficier in de Koninklijke Orde van Victoria (1958), Verenigd Koninkrijk